# منتخب جمهورية الصين الشعبية تحت 20 سنة لكرة القدم للسيدات
منتخب جمهورية الصين الشعبية تحت 20 سنة للسيدات لكرة القدم (بالصينية: 中国国家女子青年足球队) هو ممثل الصين الرسمي في المنافسات الدولية في كرة القدم في فئة كرة قدم تحت 20 سنة للسيدات، يديريه اتحاد الصين لكرة القدم.